# Фета Фетай
Фета Фетай (мак. Фета Фетаи, нар. 11 травня 2005, Скоп'є, Північна Македонія) — албанський футболіст, півзахисник хорватського клубу «Локомотива».

## Ігрова кар'єра

### Клубна
Фета Фетай є вихованцем клубної академії північномакедонського клубу «Шкупі». У 2020 році він приєднався до молодіжної команди клубу «Работнічкі». На професійному рівні дебют Фетая відбувся у листопаді 2022 року у матчі чемпіонату Північної Македонії. А в лютому 2023 року футболіст підписав з клубом чотирирічний контракт.
У липні 2023 року Фетай перейшов до хорватського клубу «Локомотива».

### Збірна
Фета Фетай народився у Північній Македонії і в 2023 році почав виступати за юнацькі збірні Північної Македонії. Маючи албанське походження, влітку 2024 року Фетай дебютував у складі молодіжної збірної Албанії.
В жовтні 2024 року футболіст отримав перший виклик до національної збірної Албанії на матчі Ліги націй. Але на поле того разу він не виходив.